# Amon Göth
Amon Leopold Göth (ur. 11 grudnia 1908 w Wiedniu, zm. 13 września 1946 w Krakowie) – niemiecki nazistowski zbrodniarz wojenny z Austrii, Hauptsturmführer SS nr 43 673, nr NSDAP 510 764, w czasie II wojny światowej m.in. komendant obozu koncentracyjnego Plaszow oraz likwidator gett żydowskich w Krakowie i Tarnowie. Po wojnie skazany na śmierć przez Najwyższy Trybunał Narodowy i powieszony w Krakowie.

## Życiorys

### Dzieciństwo i młodość
Był jedynym dzieckiem Berthy i Amona Franza Götha. Jego rodzice prowadzili wydawnictwo, dzięki czemu zyskali pieniądze, które pozwoliły im na kupno mieszkania w dobrej dzielnicy, zatrudnienie gosposi i utrzymanie samochodu. Ojciec Amona dużo podróżował, jego matka zajęta była pracą w wydawnictwie. Małym Amonem często opiekowała się jego bezdzietna ciotka. Amon, nazywany „Monym”, chodził do prywatnej katolickiej szkoły podstawowej. Nie był dobrym uczniem, więc rodzice wysłali go na wieś do katolickiej szkoły z internatem, w której panowały surowe zasady. Ukończywszy X klasę, wbrew woli rodziców, Amon przerwał naukę.
Już jako siedemnastolatek żywił entuzjazm dla idei nacjonalistycznych i należał do młodzieżowych organizacji faszystowskich, między innymi był członkiem skrajnie prawicowej austriackiej organizacji paramilitarnej Heimwehr. W 1931 wstąpił do NSDAP, nieco później do SS.

### II wojna światowa
W marcu 1940 zgłosił się do oddziałów Waffen-SS, opuścił Wiedeń i udał się do okupowanej Polski. Jako ambitny i oddany sprawie, szybko awansował. Początkowo powierzano mu prace administracyjne. W ocenie wydanej w 1941 opisano Götha jako „skłonnego do poniesienia ofiary, przygotowanego do działania członka SS”, który „nadaje się do objęcia funkcji jednego z dowódców w SS” i „ma światowy pogląd rasowy”.
W 1942 otrzymał zadanie wybudowania obozu pracy w Lublinie, w którym mieli się znaleźć robotnicy przymusowi. Pracował tam dla Odilo Globocnika, dowódcy SS i policji znanego ze swojego okrucieństwa.
11 lutego 1943 powierzono mu budowę i organizację obozu dla Żydów krakowskich i małopolskich w Płaszowie, którego następnie został komendantem. Obóz w Płaszowie został wybudowany na żydowskich cmentarzach. Na zniszczonych grobach postawiono baraki, a ulice wybrukowano kamiennymi macewami. Początkowo był to obóz pracy (do jesieni 1943). Później zarządcy z SS postanowili zmienić ostatni istniejący obóz pracy przymusowej w obóz koncentracyjny. Obóz rozrastał się, a więźniowie nie przychodzili już jedynie z krakowskiego getta. Ostatecznie obóz miał 80 hektarów i okresowo znajdowało się w nim dwadzieścia tysięcy więźniów. Około sto osiemdziesiąt baraków otaczał płot z drutu kolczastego. Obóz w Płaszowie stanowił punkt tranzytowy przede wszystkim dla Żydów krakowskich i małopolskich do dalszej deportacji, której celem był zwykle obóz koncentracyjny Auschwitz-Birkenau. Ofiarą obozu padło około 8 tysięcy osób, w ogromnej większości Żydów, jak również nieliczna grupa Polaków. Göth mieszkał w willi na terenie obozu. Miał kilka koni i samochodów. Lubił przejażdżki po obozie na swoim siwku, a swoim bmw jeździł z ogromną prędkością. Swoje dwa psy – doga i mieszańca z owczarkiem niemieckim o imionach Rolf i Ralf – szkolił tak, by na komendę rzucały się na ludzi. Göth nie tylko administrował obozem, sam również mordował więźniów w sposób okrutny, wykorzystując każdą sytuację do zabicia człowieka. Według zachowanych relacji, np. zastrzelił wygłodzoną więźniarkę, gdy zauważył, że wybiera ziemniaki z paszy dla świń. Znane są przypadki, gdy Göth kazał rozstrzeliwać całe grupy robocze tylko za to, że znajdowano przy nich pozaobozowe pożywienie. Swoim ofiarom zadawał wyszukane tortury. Göth często osobiście dokonywał egzekucji ludzi niezdolnych do pracy. Lubił także ćwiczyć swoje umiejętności strzeleckie, np. strzelając do więźniów z okien samochodu lub z balkonu willi. Oblicza się, że w obozie zabił około 500 osób.
13 marca 1943 przystąpił do ostatecznej likwidacji getta w Krakowie. Akcją tą kierował w imieniu Wilhelma Haasego. Żydzi mieszkający w getcie byli podzieleni na dwie grupy: w getcie A mieszkali ci, którzy mieli przeżyć. Zostali ocenieni jako „zdolni do pracy” i mieli być przewiezieni do obozu w Płaszowie. W getcie B, oddzielonym od części A drutem kolczastym, żyli ludzie starzy, chorzy i dzieci – ci, którzy mieli zostać uśmierceni. W szpitalach od razu zabijano pacjentów. W ciągu dwóch dni (13 i 14 marca) tysiąc osób zostało zamordowanych, około czterech tysięcy deportowanych, wiele z nich trafiło do Auschwitz. Tych, którzy przeżyli, Göth kazał przywieźć do obozu płaszowskiego. Liczba ofiar śmiertelnych tej akcji obliczana jest na około 2 tysiące, natomiast 10 tysięcy ludzi zdolnych do pracy umieszczono w Płaszowie. Göth wykazywał się szczególnym okrucieństwem, mordując zwłaszcza matki z dziećmi i starców. We wrześniu tegoż roku Niemcy postanowili zamknąć także getto w Tarnowie. Również tą akcją w sposób bezwzględny kierował Göth. Większość ocalałych mieszkańców getta wysłano do Auschwitz, gdzie zamordowano ich w komorach gazowych. Göth zlikwidował również obóz w Szebniach.
W połowie 1944 obóz w Płaszowie miał zostać zlikwidowany. Latem 1944 specjalne jednostki SS prowadziły w obozie płaszowskim tak zwaną Enterdungsaktion (usuwano ślady, masowe groby z ciałami ofiar likwidacji getta oraz innych zamordowanych otwarto, a wszystkie zwłoki spalono).

### Aresztowania, proces i śmierć
W trakcie pełnienia służby zgromadził wielki majątek, zrabowany ofiarom. Skala jego rabunków była tak wielka, że pomimo nieformalnego przyzwolenia na bogacenie się kosztem ofiar obozów, Göth został za to aresztowany przez władze niemieckie w roku 1944. Został osadzony między innymi w więzieniu Stadelheim w Monachium, ale szybko go stamtąd wypuszczono. Udało mu się uniknąć procesu i trafił do szpitala w Bad Tölz (cierpiał na cukrzycę, miał problemy z wątrobą i nerkami). 30 kwietnia 1945 armia amerykańska wkroczyła do Monachium. 4 maja został aresztowany w Bad Tölz. Podał fałszywe nazwisko licząc, że nikt go nie rozpozna jako komendanta obozu. Amerykańscy śledczy po zeznaniach czterech byłych więźniów z Płaszowa odkryli, kim Göth był naprawdę. 30 lipca 1946 przewieziono go do Polski, do Krakowa, razem z Rudolfem Hößem, byłym komendantem obozu koncentracyjnego Auschwitz.

Amon Göth podczas procesu

Obwieszczenie o wykonaniu wyroku

Najwyższy Trybunał Narodowy po przeprowadzeniu przewodu sądowego w dniach 27 sierpnia – 5 września 1946, który wykazał ogrom zbrodni popełnionych przez oskarżonego, skazał Götha na śmierć przez powieszenie. Proces odbywał się w sali Sądu Okręgowego w Krakowie. W czasie procesu zaprzeczał wszystkiemu do samego końca. Napisał nawet prośbę o ułaskawienie, w której prosił o to, by kara śmierci została zamieniona na karę więzienia. Wniosek został odrzucony. Wyrok wykonano 13 września 1946 w więzieniu przy ul. Montelupich w Krakowie, a jego prochy wysypano do Wisły. Jego ostatnie słowa brzmiały: „Heil Hitler!”.

## Rodzina
Amon Göth był dwukrotnie żonaty. Jego pierwszą żoną była Olga Janauschek, z którą ożenił się w styczniu 1934 r. To aranżowane przez rodziców małżeństwo rozpadło się w lipcu 1936 roku. Drugą jego żoną była mieszkanka Innsbrucku – Anna Geiger, ślub odbył się 23 października 1938 roku według pogańskiego rytuału SS. Anna Göth wkrótce urodziła syna, ale zmarł on po kilku miesiącach. Owocem tego małżeństwa było jeszcze dwoje dzieci: Ingeborg (1941) i Werner (1943). Podczas pobytu w Krakowie, w 1942 lub na początku 1943 Göth poznał sekretarkę Oskara Schindlera – Ruth Irene Kalder, kosmetyczkę i początkującą aktorkę z Wrocławia (inne źródła podają, że z Gliwic), z którą związał się nieformalnie do końca swojego pobytu w tym mieście. Ta po jego egzekucji w 1946 przyjęła nazwisko Göth. Kiedy Anna dowiedziała się o romansie męża z Ruth Irene Kalder, wiosną 1945 (po zatrzymaniu Amona Götha przez armię amerykańską) rozwiodła się z nim.
Z nieformalnego związku z Ruth Irene 7 listopada 1945 w miejscowości Bad Tölz, na świat przyszła córka Monika Göth (obecnie Hertwig). 29 czerwca 1970 Monika urodziła, również z nieformalnego związku z nigeryjskim studentem, córkę Jennifer Göth (obecnie Teege), którą 4 tygodnie po urodzeniu oddała do katolickiego domu dziecka. Gdy dziewczynka skończyła 3 lata, trafiła do rodziny zastępczej, a w wieku 7 lat została adoptowana przez niemiecką rodzinę mieszkającą w okolicach Monachium.
Ruth Irene Göth do końca swego życia zaprzeczała zbrodniom popełnionym przez swego konkubenta Amona. Przedawkowując leki nasenne popełniła samobójstwo w 1983 mając jego zdjęcie nad łóżkiem. Natomiast ich córka i wnuczka ciągle zmagają się z problemem pochodzenia. Monika Hertwig pierwsza zawarła swoje przeżycia w książce Ich muss doch meinen Vater lieben, oder? (Muszę przecież kochać swojego ojca, czyż nie?) wydanej w 2002. Natomiast przed Jennifer prawda o działalności jej dziadka była skrywana do czasu, kiedy to w wieku lat 38 zobaczyła przypadkowo w bibliotece zdjęcie swojej matki na okładce wspomnianej wyżej książki. Wywołało to u niej szok i przemyślenia, którymi podzieliła się w książce wydanej w 2013 Amon. Mein Großvater hätte mich erschossen (wydanie polskie w 2014: Amon. Mój dziadek by mnie zastrzelił).

## Kultura masowa
- W 1993 Steven Spielberg nakręcił film Lista Schindlera. W rolę Amona Götha wcielił się brytyjski aktor Ralph Fiennes.
- W 2022 została opublikowana książka Kat z Płaszowa autorstwa Maxa Czornyja. Jest ona oparta na faktach z życia Amona Götha[8].

## Awanse
- SS-Mann – 1930
- SS-Scharführer – 1935
- SS-Oberscharführer – 1941
- SS-Untersturmführer – 14 lipca 1941
- SS-Hauptsturmführer – 1 sierpnia 1943

## Odznaczenia
- Medal Pamiątkowy 13 marca 1938
- Niemiecka Odznaka Sportowa
- Honorowy Szewron Starej Gwardii